# Brünigbahn
Brünigbahn – szwajcarska wąskotorowa kolej zębata poprowadzona od Interlaken do Lucerny

## Historia
Pierwszy odcinek kolejki wąskotorowej od Brienz do Alpnach został otwarty w dniu 14 czerwca 1888 roku dla turystów wypoczywających w Alpach Szwajcarskich. Wąskotorowa linia kolejowa została przedłużona do Lucerny w dniu 1 czerwca 1889 roku. Kolejka wąskotorowa została zelektryfikowana prądem przemiennym w 1941 roku. Na linii wąskotorowej prowadzony jest ruch panoramicznych pociągów turystycznych GoldenPass. Na początku eksploatacji kolej była eksploatowana tylko w okresie letnim. Obecnie jest eksploatowana również zimą.